# Centro Nacional de Información
El Centro Nacional de Información (CNI) es una área técnica y administrativa adscrita al Secretariado Ejecutivo del Sistema Nacional de Seguridad Pública (SESNSP) y de la Secretaría de Seguridad y Protección Ciudadana (SSPC).
Como una instancia coordinadora y normativa, su responsabilidad es el establecer estrategias, protocolos y criterios técnicos que permitan la verificación de los registros y el intercambio de datos, vigilar la seguridad de las bases y el cumplimiento de los criterios para el acceso y actualización de las mismas.
Las bases de datos sobre Seguridad Pública contribuyen con información útil para la política de seguridad pública y ayudan a la toma de decisiones de maneras novedosas para combatir el delito. En los registros de dichas bases se encuentran datos sobre información penitenciaria, del personal de seguridad pública, de vehículos robados y recuperados, del informe policial y de los reportes de incidencia delictiva y víctimas del delito.

## Funciones
Según el artículo 21 de la Constitución Política de los Estados Unidos Mexicanos, los artículos 19, 109-127 bis, 150 y 151 de la Ley General del SNSP y el artículo 12 del Reglamento del Secretariado Ejecutivo del Sistema Nacional de Seguridad Pública, le corresponden, entre otras, el despacho de las siguientes funciones estratégicas: 

- Gestión de todos los datos de incidencia delictiva que envían las fiscalías del país (carpetas de investigación).
- Diseño, promoción y despliegue del Proyecto de inteligencia policial local (IPH móvil).
- Coordinación del Número Único de Atención de Llamadas de Emergencia 9-1-1.
- Diseño, implementación y explotación del nuevo Registro Nacional de Detenciones (RND).
- Modernización del Número Único de Denuncia Anónima Ciudadana 0-89.
- Coordinación de todos los  Centros de Control, Comando, Comunicaciones y Cómputo (también llamados C5 o Complejos de Seguridad) del país.
- Regulación y seguimiento de todos los Sistemas de Video Vigilancia (SVV) para la Seguridad Pública en el país.
- Diseño e implementación del Sistema Multi-fuente para la estimación alternativa de la incidencia delictiva y la inteligencia policial.
- Coordinación y modernización de la Red Nacional de Radiocomunicación (RNR) para las policías estatales y municipales del país.
- Diseño, coordinación y despliegue de la Nueva Base de datos de presuntos números telefónicos extorsivos.
- Determinar los criterios técnicos y de homologación de las bases de datos y registros nacionales que forman parte de Plataforma México - Sistema Nacional de Información (SNI).
- Planeación, implementación y evaluación de la Política de Prospectiva Tecnológica en materia de seguridad.
- Apoyo a la estrategia de desarme de la SEDENA y mejora en la regulación de armas de fuego y explosivos.
- Coordinación de la Comisión Permanente de Información (CPI) y participación en el Consejo Nacional de Seguridad Pública (CNSP).
- Diseño de protocolos, proyectos legales y Lineamientos para la regulación de equipamiento tecnológico en materia de seguridad.
- Emitir los lineamientos de uso, manejo y niveles de acceso al Sistema Nacional de Información.
- Conocer, integrar y analizar las Bases de Datos del Sistema Nacional de Información, en términos de los lineamientos que al efecto emita.
- Vigilar el cumplimiento de los criterios de acceso a la información y hacer del conocimiento de las instancias competentes cualquier irregularidad detectada.
- Colaborar con el Instituto Nacional de Estadística y Geografía, así como celebrar convenios con ese organismo para la integración de la estadística nacional en materia de seguridad pública, de conformidad con la ley y los lineamientos que emita el Sistema Nacional.
- Brindar asesoría a las Instituciones de Seguridad Pública para la integración y uso de la información de las Bases de Datos al Sistema Nacional de Información.